# Aeroportul Stord
Aeroportul Stord (IATA: SRP, ICAO: ENSO) este un aeroport din Comuna Stord, Vestland, Norvegia ce deservește zona Comuna Stord. Aeroportul a fost tranzitat în decembrie 2018 de 2.885 de pasageri. A fost deschis în 25 octombrie 1985 și numit după zona deservită.
Situat la o altitudine de 49 m, aeroportul dispune de 1 pistă.

## Infrastructură

### Piste
Aeroportul dispune de o singură pistă. Pista 14/32 are suprafața de Bitum și dimensiunile 1.460 m × 30 m. 